# Trei kilometri până la capătul lumii
Trei kilometri până la capătul lumii (em inglês: Three Kilometres to the End of the World) é um filme de drama romeno de 2024 dirigido por Emanuel Pârvu a partir de um roteiro que ele escreveu com Miruna Berescu.
O filme teve sua estreia mundial no 77º Festival de Cinema de Cannes, em 17 de maio de 2024, onde foi selecionado para competir pela Palma de Ouro e ganhou a Queer Palm. O filme foi escolhido como o representante romeno para Melhor Longa-Metragem Internacional no 97º Oscar.

## Trama
Adi, 17 anos, está passando o verão em sua vila natal no Delta do Danúbio. Uma noite ele é brutalmente espancado por ser gay na rua, no dia seguinte seu mundo vira de cabeça para baixo. Seus pais não olham mais para ele como antes, e a aparente tranquilidade da vila começa a rachar.

## Elenco
- Ciprian Chiujdea como Adi[5]
- Bogdan Dumitrache como O Pai
- Laura Vasiliu como A Mãe
- Valeriu Andriuță como O Chefe de Polícia
- Ingrid Micu-Berescu como Ilinca
- Richard Bovnoczki
- Adrian Titieni como O Padre
- Alina Berzunţeanu
- Radu Gabriel
- Crina Semciuc

## Produção
O filme foi rodado no Delta do Danúbio, mais precisamente no braço de Sfântu Gheorghe e no canal Dunavăț, durante setembro e outubro de 2023.

## Lançamento
O filme foi selecionado para a Competição Principal da Palma de Ouro no Festival de Cinema de Cannes de 2024, onde teve sua estreia mundial em 17 de maio de 2024. Em abril de 2024, Goodfellas adquiriu os direitos de venda mundial do filme. A Independența Film deve distribuir o filme na Romênia em 11 de outubro de 2024.

## Recepção

### Resposta crítica
No site agregador de críticas Rotten Tomatoes, 67% das 15 avaliações dos críticos são positivas, com uma classificação média de 6,6/10. No Metacritic, o filme tem uma pontuação média ponderada de 61 em 100, com base em 7 avaliações de críticos indicando avaliações "geralmente favoráveis".
Wendy Ide do Screen Daily escreveu que Parvu "é confiante o suficiente como um contador de histórias para não sentir a necessidade de mostrar tudo. Não só não vemos o ataque em si, apenas suas consequências quando Adi tropeça em casa, mas Parvu também deixa Adi sair do quadro durante a conversa noturna carregada com o turista. É um dispositivo inteligente - o filme é a história de Adi, é claro. Mas também é a de seus pais (interpretados por Bogdan Dumitrache e Laura Vasiliu), que lutam para ver seu filho real por trás das lentes distorcidas de quem e o que eles acreditam que ele deveria ser."

## Prêmios e indicações
| Associações        | Data da cerimônia  | Categoria     | Nomeações     | Resultado |
| ------------------ | ------------------ | ------------- | ------------- | --------- |
| Festival de Cannes | 25 de maio de 2024 | Palma de Ouro | Emanuel Parvu | Indicado  |
| Festival de Cannes | 25 de maio de 2024 | Queer Palm    | Emanuel Parvu | Venceu    |